# Leskovac
Leskovac (kyrillisk Лесковац) er en by 280 km syd for Beograd i Serbien, beliggende ved floden Veternica, og havde i 2002 cirka 156.252 indbyggere. Byen er hovedstad i distriktet Jablanica og ligger ved foden af det 225 meter høje bjerg Hisar. Leskovac er omgivet af tre kunstige søer, Brestovačko, Barje som sørger for  vandforsyningen til byen.
Byen har med sine 13 tekstilfabrikker specialiseret sig indenfor tekstilindustrien, men har også kemi og levnesmiddelfabrikker. 
Selvom de de økonomiske statistiker i de sidste år ikke var positive, er Leskovac ved siden af Niš et af Sydserbiens økonomiske og kulturelle centre. Byen har mange gymnasier, handelshøjskole, tekstilhøjskole og et fakultet, som er en del af universitet i Niš.
Klimaet er moderat kontinentalt med milde vintre og moderat varme somre gennemsnitlige årstemperatur 11,3 °C og luftfugtigheden er 64% om sommeren, og 84% om vinteren. Den gennemsnitlige årlige nedbør er 600 mm pr kvadratmeter. 
Med de 144 landsbyer omkring byen har Leskovac Kommune ca. 162.000 indbyggere, og er dermed den kommune i Serbien som har det højeste antal af landsbyer. Befolkningstætheden er på 152 indbyggere per km², hvorved befolkningstilvæksten i de sidste år har været aftagende.

## Transport
Leskovac passeres af internationale tog der mod syd går videre til Niš Sofia, Thessaloniki, og Athen. Hovedvejen E 75 går forbi leskovac. Fra Leskovac går dere regionale veje til Pristina, Pirot og til Bulgarien. 
Afstanden fra Leskovac til Niš er 45 km, til Beograd 280 km, til Sofia 155 km, og til Skopje 160 km.

## Historie
De ældste fund som er fundet i byen og i dens omegn, stammer fra år 2.000 før Kristus.
Leskovac bliver første gang nævnt i et dokument fra det 14. århundrede som beretter om, at den serbiske konge Stefan II i det 12. århundrede fik regionen foræret af det Byzantinske Rige kejser.
En legende fra denne tid siger, at der i nærheden af byen ved bjerget Hisar var en sø, som efter at den var udtørret, blev bevokset af en plante med navnet Leska. Efter den fik byen for 600 år siden  navnet Leskovac. I den tid hvor det Osmanniske Rige herskede blev det navn ikke anvendt. Tyrkerne kaldte byen og bjerget Hisar, som betyder borg eller fæstning.
I det 19. århundrede var Leskovac Serbiens næststørste by efter Beograd. 

## Ekstern henvisning
- Officiel hjemmeside (engelsk)

43°00′N 21°57′Ø / 43.000°N 21.950°Ø
- Wikimedia Commons har flere filer relateret til Leskovac